# Сухоєланецька сільська територіальна громада
Сухоєланецька сільська територіальна громада — територіальна громада в Україні, в Миколаївському районі Миколаївської області. Адміністративний центр — село Сухий Єланець.
Утворена 6 серпня 2018 року шляхом об'єднання Новошмідтівської та Сухоєланецької сільських рад Новоодеського району.

## Населені пункти
До складу громади входять 15 сіл: Антонівка, Бузьке, Веселе, Воронцівка, Дикий Хутір, Карлівка, Київське, Новошмідтівка, Олександрівка, Остапівка, Островське, Степове, Сухий Єланець, Улянівка, Червоноволодимирівка.